# Gil González Dávila (cronista)
Gil González Dávila (Àvila, 1570-1658) va ser un cronista i escriptor castellà, autor de diverses obres historiogràfiques sobre les diòcesis espanyoles.

## Biografia
Fill d’Agustín González i Maria Morales, veïns d’Àvila. Va cursar estudis a Roma, període clau en la seva formació com a cronista. Després torna a Castella i va estudiar un temps a la Universitat de Salamanca, on va ser elegit diputat el 21 d’abril de 1596, un càrrec d’importància que el convertia en part del claustre. Paral·lelament va ser racioner i arxiver de la catedral de Salamanca fins al seu trasllat a Madrid el 1619, moment en què va ser nomenat cronista de Felip III de Castella. Va exercir aquest càrrec i, des de 1643, el de cronista d'Índies de forma simultània, nomenat per Felip IV, que desitjava tenir acabada la crònica eclesiàstica de les Índies Occidentals, que amb la col·laboració de l’oficial de la Secretaria de la Nova Espanya, va veure la llum el 1649.
Al final de la seva vida, a causa de la seva vellesa i malaltia el 1656 queda a càrrec del seu nebot i amb permís de Felip IV es traslladat a la seva ciutat natal, on va morir dos anys després.

## Obres
- Declaración de la antigüedad del toro de piedra de Salamanca (Salamanca, 1596)
- La historia de las antigüedades de Salamanca (Salamanca, 1606)
- Vida y hechos de don Alonso Tostado Madrigal (Salamanca, 1611)
- Historia del origen del Santo Cristo de las Batallas (Salamanca, 1615)
- Lo sucedido en el asiento de la primera piedra del Colegio Real del Espíritu Santo de la Compañía de Jesús (Salamanca, 1617)
- Theatro eclesiástico de las ciudades e iglesias catedrales de España (Salamanca, 1618)
- Theatro eclesiástico de la iglesia de Salamanca (Salamanca, 1618)
- Theatro de las grandezas de la villa de Madrid (Madrid, 1623)
- Compendio histórico de las vidas gloriosas de San Juan de Mata y Félix de Valois de Salamanca (Salamanca, 1630)
- Theatro eclesiástico de las iglesias metropolitanas y cathedrales de los reinos de las dos Castillas, vols. I–IV (Madrid, 1645, 1647, 1650 i 1653)
- Memorial de los servicios prestados por Don Baltasar de Saavedra (Madrid, 1649)
- Theatro eclesiástico de la primitiva Iglesia de las Indias occidentales (Madrid, 1649)